# 谢志成 (1951年)
谢志成（1951年—），汉族，中华人民共和国政治人物、第十一届全国政协委员。
加入台湾民主自治同盟，担任台盟广东省专职副主委兼秘书长。2008年，当选第十一届全国政协委员，代表台湾民主自治同盟，分入第十三组。